# Alexander von Scheele
Alexander Albert Friedrich von Scheele (né le 18 mars 1887 à Mayence et décédé le 4 août 1939 dans la chaîne de Llaberia, Tivissa) est un aviateur et militaire allemand nazi.

## Biographie

### Jeunesse et parcours
Né en 1887, Alexander von Scheele s’intéresse précocement à l’aviation et obtient en 1912, à l’âge de 25 ans, un brevet de pilote qui lui permet de participer à la Première Guerre mondiale en tant qu’aviateur. Dans les années 1920, il s’installe en Argentine et apprend l’espagnol, qu’il parle couramment.
En 1934, il retourne dans l'armée de l'air allemande en voie de nazification. En juillet 1936, il arrive en Espagne à la tête d'un groupe de volontaires qui effectuent des transports du Maroc vers l’Espagne qui vient de basculer dans la guerre civile. Nazi convaincu, il dirige la Légion Condor, une unité composée de militaires allemands engagés aux côtés des franquistes. En 1938, il est attaché aérien à Saint-Sébastien. Il est promu au grade de colonel de la Luftwaffe.

### Décès
Il meurt en août 1939 dans un accident d'avion, lorsque le Junkers Ju 52 trimoteur de la Lufthansa qu'il pilote s’écrase dans la chaîne de montagnes de Llaberia. En tout, trois membres d'équipage et quatre passagers périssent dans le crash. L'avion reliait de Stuttgart, en Allemagne, à Madrid, en Espagne et faisait plusieurs escales en cours de route, la dernière à Barcelone. Les causes du crash sont inconnues. Ce que faisait von Scheele à bord d’un vol civil à destination de Madrid, moins d'un mois avant le début de la Seconde Guerre mondiale, est un autre mystère. Une théorie est que sa mission secrète était liée à la participation potentielle de l'Espagne à la guerre qui était sur le point d'éclater.
En 1941 et 1942, l'ex-armée franquiste organise une manifestation en sa mémoire à la base aérienne de Tablada près Séville. Dans les années 2010, sur le site du crash, on a retrouvé les débris de l'avion et des effets personnels, notamment une montre en argent et une clé de voiture Mercedes-Benz.